# Karel Scholten van Aschat
Karel Scholten van Aschat (Vught, 24 september 1923 - Amsterdam, 16 november 2013) was bankdirecteur en schrijver van een boek over het Beleg van 's-Hertogenbosch (1629).

## Familie
Scholten van Aschat was een lid van het in het Nederland's Patriciaat opgenomen geslacht Scholten en vader van de acteur Gijs Scholten van Aschat en grootvader van de acteur Reinout Scholten van Aschat.

## Levensloop
Scholten van Aschat was tot zijn pensionering bankdirecteur, onder meer in Tiel en Amsterdam. Hij groeide echter op in Vught. Als leerling van het gymnasium in 's-Hertogenbosch fietste hij dagelijks door het landschap dat, ook nu nog, op vele plaatsen aan het beleg van 1629 herinnert. Rond de laatste eeuwwisseling kreeg hij een exemplaar van het verslag van dat beleg door Jean le Clerc in handen. Het boek Met Vergetelheid Beloond is het product van zijn vertaling en zijn onderzoek daarvan. Wat hem bijzonder interesseerde waren de achtergronden en motieven van de, veelal jonge, Franse, Schotse, Engelse, Duitse, Waalse en Friese soldaten die als huurlingen naast de Hollandse soldaten in dienst waren van het leger van de Republiek.